# Maryland
Maryland (US: /ˈmɛrɪlənd/ ⓘ MERR-il-ənd), là một tiểu bang vùng Trung Đại Tây Dương của Hoa Kỳ, nằm trên bờ biển phía đông của Hoa Kỳ.
Maryland phía bắc giáp Pennsylvania; phía tây giáp Tây Virginia; phía bắc và phía đông là Delaware và Đại Tây Dương; và về phía nam, bên kia sông Potomac, là Virginia và Tây Virginia. Phần giữa của đường biên giới này bị cắt ở phía Maryland bởi Washington, D.C., nằm trên vùng nguyên là của Maryland. Vịnh Chesapeake gần như cắt đôi bang này, và những quận phía đông của vịnh được biết đến với cái tên chung là Eastern Shore.
Đại học Maryland là đại học nổi tiếng nhất ở tiểu bang này.
Biệt danh của tiểu bang Maryland là The Old Line State và The Free State